# Kenny Doughty
Kenny Doughty (Barnsley, Dél-Yorkshire, 1975. március 14. –) brit színész.

## Élete és pályafutása
Doughty tanult Londonban, a Guildhall School of Music and Drama iskolában.
A Vera – A megszállott nyomozó sorozat  5. évadjától Aiden Healyt játssza Brenda Blethyn mellett. 
2006-tól 2017-ig Caroline Carver színésznő házastársa volt. 2023-ban vette feleségül Ashley Jensent, aki szintén színésznő.

## Filmográfia

### Film
| Év   | Magyar cím                    | Eredeti cím                       | Szerep           | Magyar hang     |
| ---- | ----------------------------- | --------------------------------- | ---------------- | --------------- |
| 1998 | Halálos szenvedély            | I Want You                        | Smokey barátja   |                 |
| 1998 | Elizabeth                     | Elizabeth                         | Sir Thomas Elyot | Hujber Ferenc   |
| 1999 | Titusz                        | Titus                             | Quintus          |                 |
| 2001 | Bizsergés                     | Crush                             | Jed Willis       | Hujber Ferenc   |
| 2004 | Alku az életért               | The Aryan Couple                  | Hans Vassman     | Hevér Gábor     |
| 2005 | A nagy mentőakció             | The Great Raid                    | Pitt             |                 |
| 2006 | Oltári frigy                  | My First Wedding                  | Nick             | Markovics Tamás |
| 2008 |                               | The Crew                          | Ratter           |                 |
| 2010 |                               | City Rats                         | Olly             |                 |
| 2010 |                               | Irreversi                         | Kenny            |                 |
| 2012 | Wilhelm Reich különös esete   | The Strange Case of Wilhelm Reich | Paul             |                 |
| 2013 | Snowpiercer – Túlélők viadala | Snowpiercer                       | Adam             |                 |
| 2014 |                               | Peterman                          | Jim              |                 |

### Televízió
| Év        | Magyar cím                   | Eredeti cím                    | Szerep                    | Megjegyzések           |
| --------- | ---------------------------- | ------------------------------ | ------------------------- | ---------------------- |
| 1998      |                              | Anorak of Fire                 | Gus Gascoigne             | tévéfilm               |
| 1998      |                              | Heartbeat                      | Barry Hadfield            | 1 epizód               |
| 1998      |                              | Dinnerladies                   | Clint                     | 1 epizód               |
| 1999      |                              | Love in the 21st Century       | Billy                     | 1 epizód               |
| 1999      | Karácsonyi ének              | A Christmas Carol              | Ebenezer Scrooge fiatalon | tévéfilm               |
| 2002      |                              | Sunday                         | Para 027                  | tévéfilm               |
| 2002      |                              | Wire in the Blood              | Jason                     | 2 epizód               |
| 2003      |                              | The Second Coming              | PC Simon Lincoln          | minisorozat (2 epizód) |
| 2003      | Szolgálók                    | Servants                       | William Forrest           | minisorozat (6 epizód) |
| 2003      | Canterbury mesék             | The Canterbury Tales           | Danny Abolson             | minisorozat (1 epizód) |
| 2003      |                              | Gifted                         | Jamie Gilliam             | tévéfilm               |
| 2005      |                              | Funland                        | Liam Woolf                | 10 epizód              |
| 2006      |                              | Kenneth Williams: Fantabulosa! | Joe Orton                 | tévéfilm               |
| 2006      | Aranykártyások               | Goldplated                     | Coll                      | 4 epizód               |
| 2008      |                              | Shameless                      | Mark                      | 1 epizód               |
| 2008      |                              | Fairy Tales                    | Jake                      | minisorozat (1 epizód) |
| 2009      | Baleseti sebészet            | Casualty                       | Steve                     | 1 epizód               |
| 2009      |                              | Coronation Street              | Jake Harman               | 7 epizód               |
| 2009      |                              | Paradox                        | Gerry Mortimer            | minisorozat (1 epizód) |
| 2012–2013 |                              | Stella                         | Sean                      | 1-2. évad (15 epizód)  |
| 2015–2023 | Vera – A megszállott nyomozó | Vera                           | Aiden Healy               | 35 epizód              |
| 2017      |                              | Love, Lies and Records         | Rick                      | 6 epizód               |

## Fordítás
- Ez a szócikk részben vagy egészben a Kenny Doughty című német Wikipédia-szócikk fordításán alapul.  Az eredeti cikk szerkesztőit annak laptörténete sorolja fel. Ez a jelzés csupán a megfogalmazás eredetét és a szerzői jogokat jelzi, nem szolgál a cikkben szereplő információk forrásmegjelöléseként.